# Wzdłużenie zastępcze
Wzdłużenie zastępcze (ang. compensatory lengthening) – proces fonetyczny, w wyniku którego samogłoska staje się długa, aby zachować energię potrzebną na wypowiedzenie wyrazu, kiedy następna samogłoska zanikła. Zaszło np. w łacinie, języku fińskim i w języku polskim (przy zaniku jerów) – z tego samego powodu w języku ukraińskim i w językach łużyckich. Podobnie jak wokalizacja jerów jest wynikiem wyrównań kompensacyjnych. Przy wzdłużeniu zastępczym zanikający jer oddaje swój iloczas samogłosce pełnej – powodując jej wzdłużenie.

## Języki słowiańskie
Przykładem wzdłużenia zastępczego w języku polskim jest rozwój słowa wóz. Pierwotnie słowo to miało postać wozъ. Utrata końcowego jeru twardego spowodowało wydłużenie o: wooz. Wydłużone o uległo pochyleniu do u (zapisywanego ó). Fonetycznie zmianę można zapisać [ɔ → oː → u]. Śladem ortograficznym jest ó. Śladem jest także oboczność w odmianie: wóz : wozu.
Analogiczne to samo słowo w języku czeskim przeszło podobną, lecz nieco inną transformację. Pierwotne vozъ przeszło w vooz, następnie w vuoz i w końcu vůz. Fonetycznie zmianę można zapisać [ɔ → oː → ᵘo → uː]. Śladem ortograficznym jest ů. Śladem jest także oboczność w odmianie: vůz : vozu.

## Język fiński
Występuje w skostniałych formach prolatiwu (przypadek) – ohitse meni (przeszedł obok) –  m wymawia się podwójnie, z powodu zaniku spółgłoski k w wyrazie ohitse (stara forma ohitsek.)
Spotyka się go również w formie drugiej osoby trybu rozkazującego – mene tänne (idź tam) – podwojeniu ulega t wskutek zaniku k w wyrazie mene (stara forma menek).